# 이반 유마셰프
이반 스테파노비치 유마셰프(Иван Степанович Юмашев, 1895년 10월 9일 ~ 1972년 9월 2일)는 소비에트 연방의 해군 제독으로, 소비에트 연방 영웅 (1945년 9월 14일) 이자 1947년 1월부터 1951년까지 소비에트 연방 해군의 총사령관이었다.